# Alfred Bittins

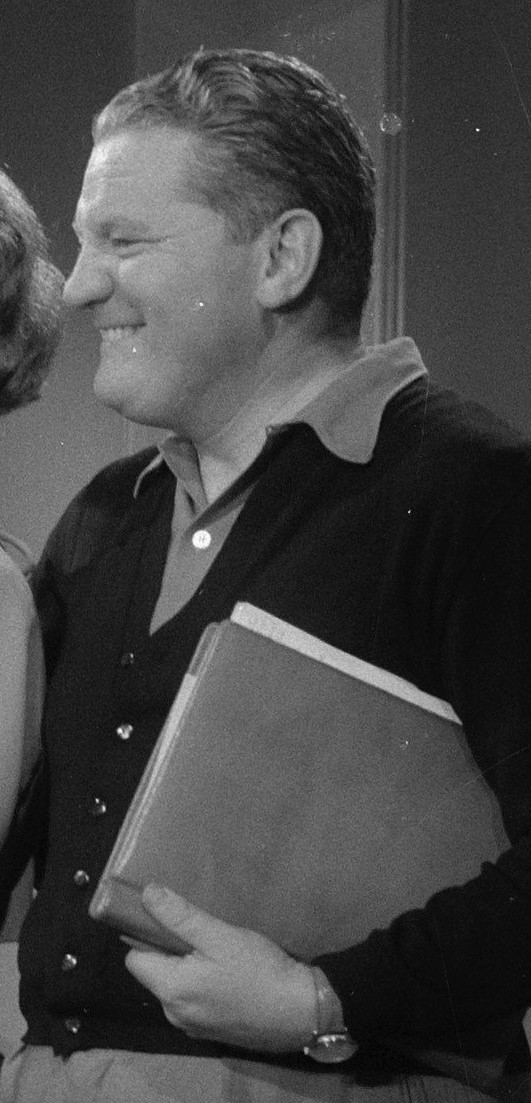
Alfred Bittins, 1957

 Alfred Richard Paul Bittins (* 7. Oktober 1909 in Berlin; † 24. November 1970 ebenda) war ein deutscher Filmproduzent, Herstellungs- und Produktionsleiter.

## Leben
Bittins hatte die Handelsschule besucht und absolvierte drei Jahre lang eine kaufmännische Lehre. Im Dezember 1933 nahm er eine Anstellung als Produktionsassistent beim Film an.
Seinen Einstand als Produktionsleiter gab er 1935 bei der kleinen Produktionsgesellschaft 'Delta Film', für die er als erstes den plump antikommunistischen NS-Propagandastreifen Friesennot herzustellen hatte. Bittins blieb zunächst bei der 'Delta', arbeitete anschließend aber auch für größere Gesellschaften wie Terra und Tobis, ohne jedoch an wirklich wichtigen Produktionen beteiligt zu werden. Erst nach dem Krieg gelangen Bittins moderate Erfolge sowohl als Produktions- wie später auch als Herstellungsleiter.
Mit Beginn der 60er Jahre war Bittins als Herstellungsleiter für einige dürftige Komödien der 'Piran Film' zuständig, ehe er sich Mitte des Jahrzehnts – zu einer Zeit, in der der bundesdeutsche Unterhaltungsfilm nahezu aufgehört hatte, zu existieren – als Produzent selbständig machte. Bittins starb kurz nach der Vollendung des ambitionierten Fernsehteiler Deutschstunde, einer Inszenierung von Peter Beauvais nach einer Romanvorlage von Siegfried Lenz.
Bittins war mit der Schauspielerin Heli Finkenzeller verheiratet. Sein Sohn Michael Bittins hat den Beruf des Vaters gewählt.

## Filmografie
als Produzent, Produktions- oder Herstellungsleiter:
- 1935: Friesennot
- 1936: Nachtwache im Paradies
- 1936: Drei tolle Tage
- 1936: Pan
- 1938: Ballade
- 1938: Kameraden auf See
- 1938: Narren im Schnee
- 1941: Spähtrupp Hallgarten
- 1949: Hallo – Sie haben Ihre Frau vergessen
- 1949: Zwölf Herzen für Charly
- 1950: Die Frau von gestern Nacht
- 1950: Es begann um Mitternacht
- 1951: Stips
- 1952: Der Kampf der Tertia
- 1953: So ein Affentheater
- 1953: Christina
- 1954: Das Bekenntnis der Ina Kahr
- 1955: Die Toteninsel
- 1955: Ciske – ein Kind braucht Liebe
- 1955: Heldentum nach Ladenschluß
- 1955: Suchkind 312
- 1956: Der Mustergatte
- 1957: Acht Mädels im Boot (auch Co-Regie, UA: 1959)
- 1958: Madeleine Tel. 13 62 11
- 1958: U 47 – Kapitänleutnant Prien
- 1958: Piefke, der Schrecken der Kompanie
- 1958: Ich werde dich auf Händen tragen
- 1959: La Paloma
- 1959: Mandolinen und Mondschein
- 1960: Bomben auf Monte Carlo
- 1960: Die 1000 Augen des Dr. Mabuse
- 1961: Am Sonntag will mein Süßer mit mir segeln gehn
- 1961: So liebt und küßt man in Tirol
- 1962: Die Post geht ab
- 1962: Kohlhiesels Töchter
- 1962: Freddy und das Lied der Südsee
- 1963: … und der Amazonas schweigt
- 1963: Und wenn der ganze Schnee verbrennt
- 1963: Allotria in Zell am See
- 1964: Lana – Königin der Amazonen
- 1965: Kubinke (Fernsehfilm)
- 1966: Brille und Bombe: Bei uns liegen Sie richtig!
- 1966: Die Nacht gehört uns
- 1967: Im Ballhaus ist Musike – Ein Altberliner Tanzvergnügen (Fernsehfilm)
- 1971: Deutschstunde (Fernseh-Zweiteiler)